# Angelo Predieri
Angelo Predieri   (Bolonya, 1655 - Bolonya, 1731) va ser un cantant i compositor italià de l'època del Barroc.
Angelo Predieri procedia d'una família musical de Bolonya de gran abast, era germà de Giacomo Cesare (1671-1753) i oncle de Luca Antonio Predieri (1688-1767). Va estudiar amb Camillo Cevenini (1607-1676) i Agostino Filippuzzi (1621-1679), el mestre de capella de la Basílica de Sant Petroni. El 1671 va ser admès a l'Accademia Filarmonica com a tenor. El 3 de gener, 1672, es va incorporar a l'orde franciscà i va prendre el nom religiós d'Angelo. El 1673 es va convertir en mestre de capella de "Sta. Maria della Carità" a Bolonya. Com a professor de cant, Angelo Predieri va ensenyar a noies i nois, tant a les cases particulars com a les llars. El seu alumne més famós va ser Giovanni Battista Martini (1706-1784) conegut com a "Pare Martini" el va felicitar com el seu primer mentor i professor excel·lent, també va tenir com alumne al seu nebot Luca Antonio Predieri (1688-1767) i al bolonyès Giuseppe Maria Nelvi. El salm de Predieri "Dixit Dominus" va ser publicat per Martini el 1775 a la seva escola de contrapunt "Essemplare, sia Saggio fondamental pratico de contrappunto fugato".

## Obres (selecció)
- Cantate morali i Spirituali à due, i molt voci amb violini, òpera primera (Bolonya, 1696)
- Canzone sacra a La riquesa espiritual en la música de les sagres canzoni (Bolonya, 1730)
- 1 Sonata per a violí i violoncel i Sonata a violin i violoncello di vari autori (Bolonya, c. 1700)

## Oratoris
- Mosè bambino esposo al Nilo, Bolonya, diumenge de Rams, 1698
- Davide perseguitato, Bolonya, 1702
- Il trionfo della croce, Cento, 14 de setembre de 1702
- La sepultura de Cristo, Bolonya, 1704
- La fiamma della carità, Bolonya, 1705
- Il Gefte, Bolonya, 1706
- La martire d'Alessandria Sta. Catterina, Bolonya, 1709
- Maria e Giuseppe a Traccia di Gesù, Bolonya, 30 de març de 1713
- La purificació de Maria Vergine, Bolonya, el 28 de març de 1715
- Jezabelle, Bolonya, 25 de març de 1719 amb (Floriano Arresti)
- La decollació de S. Giovanni Battista, Bolonya, el 3 d'abril de 1721